# Carpinus purpurinervis
Carpinus purpurinervis là một loài thực vật có hoa trong họ Betulaceae. Loài này được Hu mô tả khoa học đầu tiên năm 1964.